# Madison Riley
 (mars 2011).
Si vous disposez d'ouvrages ou d'articles de référence ou si vous connaissez des sites web de qualité traitant du thème abordé ici, merci de compléter l'article en donnant les références utiles à sa vérifiabilité et en les liant à la section « Notes et références ».
Madison Riley (Madison Riley Aplanalp), née le 16 mars 1990 est une actrice américaine.

## Filmographie

### Télévision
- 2008 : Pour le meilleur et le pire : Shoshanna
- 2008 : Zoé : Gretchen
- 2009 : Jonas L. A. : Anya/Kimmy

### Cinéma
- 2000 : Once in the Life de Laurence Fishburne
- 2006 : Bratz: Passion 4 Fashion - Diamondz : Trendy Girl
- 2007 : Bratz : In-sé-pa-rables ! : Trendy Girl
- 2009 : Without a Paddle: Nature's Calling : Earthchild/Heather
- 2009 : Sea, Sex and Fun (Fired Up) : Lily
- 2009 : Miss March : Socialite
- 2009 : Un costume pour deux : Cammie Poole
- 2009 : The Prankster : Tiffany Fowler
- 2010 : Copains pour toujours : Jasmine Hillard
- 2010 : Paire de rois : Amazonia
- 2011 : Prom : Kristen